# Civilization V: Brave New World
Sid Meier's Civilization V: Brave New World è la seconda espansione ufficiale per il videogioco a strategico a turni Civilization V.
L'espansione è stata annunciata il 15 marzo 2013 e pubblicata il 9 luglio dello stesso anno nel Nord America e il 12 luglio nel resto del mondo, e aggiunge nove civiltà e otto meraviglie, tra cui il Partenone e gli Uffizi. Sono stati migliorati gli elementi che caratterizzano l'aspetto diplomatico e culturale del gioco. Sono stati aggiunti due nuovi scenari (Guerra di Secessione Americana e Spartizione dell'Africa). Inoltre la suddetta espansione include tutte le migliorie inserite in Civilization V: Gods & Kings, ad eccezione delle civiltà.

## Differenze rispetto a Vanilla eGods and Kings
- Fanno il loro ingresso le rotte commerciali internazionali via mare o terra tramite le Carovane e le Navi da Carico, in grado di rendere il giocatore ancora più ricco e al tempo stesso anche diffondere la propria religione, influenza culturale e conoscenza scientifica. Ogni giocatore inizia con solo una rotta commerciale disponibile, ma tale limite aumenterà con le apposite tecnologie e anche con alcune meraviglie; inoltre, le rotte commerciali possono anche essere non solo dirette verso un altro giocatore, ma anche interne, in quanto un giocatore può crearne una che parte da una città più prospera e arriva a una molto meno fiorente.
- Nell'ambito religioso, il Cristianesimo è diviso in Cattolicesimo e Protestantesimo, e appare anche l'Ortodossia Orientale; le due religioni, tra l'altro, erano apparse anche nello scenario Verso il Rinascimento in Gods & Kings.
- La vittoria diplomatica è ora collegata a un nuovo Congresso Mondiale, che appare nell'Era Rinascimentale e aggiunge nuove variabili a tale tipo di vittoria. In esso partecipano prima le civiltà giocabili e poi le città-stato, e sarà possibile imporre limiti globali, sanzionare un'altra civiltà, imporre una religione globale, indire Giochi Internazionali e persino bandire la costruzione di armi nucleari. Inoltre, le spie ora possono agire anche come diplomatici da usare per ottenere il supporto delle altre civiltà nel Congresso Mondiale.
- La vittoria culturale è stata modificata: ora non serve più completare cinque rami sociali e costruire il Progetto Utopia, ma occorre invece diffondere la propria influenza sul resto del mondo tramite Grandi Opere e reperti Archeologici.
  - Le Grandi Opere sono presenti in quattro tipi, ovvero Scritte, d'Arte, Musicali e Artefatti; i primi tre si ottengono rispettivamente tramite Grandi Scrittori, Grandi Artisti e Grandi Musicisti, mentre gli Artefatti si ottengono tramite gli Archeologi, in una meccanica che si vedrà più sotto. Le Grandi Opere possono occupare slot in edifici come Anfiteatri, Musei, Teatri dell'Opera, Ripetitori e persino Meraviglie Mondiali e Nazionali come i Poemi Patriottici ed Eroici, la Grande Libreria, il Louvre e lo stesso Palazzo; ognuna di esse appartiene inoltre a una certa epoca e a una certa civiltà, il che si traduce in bonus in termini di Cultura e Turismo nel caso Grandi Opere dello stesso tipo riempiano degli slot nello stesso edificio.
  - Il nuovo sistema di Archeologia permette di ricercare il passato di tutte le civiltà, compresa la propria, a partire dall'Era Industriale: dopo aver ricercato l'omonima tecnologia, sarà possibile addestrare Archeologi e mandarli a visitare siti di antiche battaglie e rovine cittadine, che possono essere trasformati in Punti di Riferimento (in precedenza miglioramenti unici del Grande Artista); in alternativa, gli Archeologi possono scavarvi degli artefatti culturali da esporre nei Musei presenti nel proprio impero.
  - Tra le politiche sociali, Uguaglianza, Ordine e Autocrazia fanno ora parte del nuovo sistema di Ideologie, sbloccabile nell'Era Moderna o con la costruzione di tre Fabbriche, e ognuna con un proprio albero sociale. Al loro posto subentrano l'Estetica, sbloccabile nell'Era Classica e che migliora la Cultura generata e sblocca gli Uffizi, e l'Esplorazione, sbloccabile nell'Era Medievale e che migliora la capacità delle unità navali e sblocca il Louvre. Di fatto, ognuno dei nove alberi sociali standard e dei tre alberi ideologici sblocca una specifica Meraviglia Mondiale (ad esempio il Tradizionalismo sblocca i Giardini Pensili, il Commercio il Big Ben e il Mecenatismo la Città Proibita). La Devozione è presente a partire dall'Epoca Antica insieme a Tradizionalismo, Onore e Libertà, e il Mecenatismo dall'Epoca Classica. Devozione e Razionalismo non comportano più l'Anarchia in caso si decida di adottarle entrambe.
- Otto nuove unità: il Grande Scrittore, il Grande Musicista, la Carovana, la Nave da Carico, l'Archeologo, il Bazooka, lo Squadrone XCOM e il Lanciatore d'Asce.
- Quattro nuovi edifici: l'Aeroporto, il Caravanserraglio, l'Hotel e lo Zoo.
- Otto nuove Meraviglie Mondiali: Borobudur, Broadway, Globe Theatre, il Partenone, Prora, il Forte Rosso, gli Uffizi e la Stazione Spaziale Internazionale (esclusiva al Congresso Mondiale).
- Cinque nuove Meraviglie Nazionali: Gilda degli Artisti, Gilda dei Musicisti, Gilda degli Scrittori, Compagnia delle Indie Orientali e Centro Turistico Nazionale.
- Tre nuove Meraviglie Naturali: le Miniere di Re Salomone, il Lago Vittoria e il Kilimanjaro.
- Nove nuove civiltà: l'Assiria di Assurbanipal, il Brasile di Pedro II, l'Indonesia di Gajah Mada, il Marocco di Ahmad al-Mansur, la Polonia di Casimiro III, il Portogallo di Maria I, gli Shoshoni di Pocatello, la Venezia di Enrico Dandolo e gli Zulu di Shaka, più l'Etiopia già comparsa in Gods and Kings. Inoltre, la Francia è stata riaggiornata per adattarsi ai nuovi aspetti dell'espansione, mentre l'Arabia ottiene una nuova abilità unica.
- Fanno la loro comparsa anche due nuovi scenari: la Guerra Civile Americana e la Corsa all'Africa.

## Nuove civiltà
Sono presenti nove civiltà e nove leader:
- Il Marocco, guidato da Ahmad al-Mansur
- Gli Assiri, guidati da Assurbanipal
- La Polonia, guidata da Casimiro III
- La Serenissima Repubblica di Venezia, guidata da Enrico Dandolo
- L'Indonesia, guidata da Gajah Mada
- L'Impero coloniale portoghese, guidato da Maria I
- L'Impero del Brasile, guidato da Pietro II
- Gli Shoshoni, guidati da Pocatello
- Gli Zulu, guidati da Shaka
- Il Regno d'Etiopia guidato da Hailé Selassié

La Francia e l'Arabia hanno inoltre subito delle modifiche, la prima per adattarsi meglio alla nuova vittoria culturale e la seconda per meglio rappresentare il suo carattere religioso oltre che economico.